# ۱۰۴۸ (قمری)
۱۰۴۸ (قمری)، هزار و چهل و هشتمین سال در گاهشماری هجری قمری است. اول محرم این سال برابر با پانزدهم مه سال ۱۶۳۸ میلادی است.